# Elecciones estatales de Tlaxcala de 2016
Las elecciones estatales de Tlaxcala de 2016 se llevaron a cabo el domingo 5 de junio de 2016, y en ellas fueron renovados los siguientes cargos de elección popular:
- Gobernador de Tlaxcala. Titular del Poder Ejecutivo del estado, electo para un periodo por única ocasión de cuatro años ocho meses no reelegibles en ningún caso, el candidato electo fue Marco Antonio Mena Rodríguez.
- 25 Diputados al Congreso del Estado. 15 electos mediante mayoría relativa y 10 designados por representación proporcional para integrar la LXII Legislatura.[2]
- 60 ayuntamientos. Compuestos por un presidente municipal y regidores, electos para un periodo de cuatro años ocho meses no reelegibles para el periodo inmediato.

## Organización

### Partidos políticos
En las elecciones estatales tienen derecho a participar once partidos políticos. Nueve son partidos políticos nacionales: Partido Acción Nacional, Partido Revolucionario Institucional, Partido de la Revolución Democrática, Partido del Trabajo, Partido Verde Ecologista de México, Movimiento Ciudadano, Nueva Alianza, Movimiento Regeneración Nacional y Partido Encuentro Social. Y dos partidos políticos estatales: Partido Alianza Ciudadana y Partido Socialista.

### Proceso electoral
Para la elección de gobernador el Instituto Tlaxcalteca de Elecciones organizó dos debates entre los candidatos. El primero se realizó el 24 de abril y el segundo el 15 de mayo. Ambos fueron efectuados en el Teatro Xicohténcatl de la Ciudad de Tlaxcala.. La votación se realizó el 5 de junio de 2016 de las ocho de la mañana a las seis de la tarde. Los resultados fueron publicados por el Instituto Tlaxcalteca de Elecciones el 8 de junio..

### Distritos electorales
Para la elección de diputados de mayoría relativa del Congreso del Estado de Tlaxcala, la entidad se divide en 15 distritos electorales.
| Distrito | Cabecera            | Municipios | Mapa |
| -------- | ------------------- | ---------- | ---- |
| 1        | Calpulalpan         | 4          |      |
| 2        | Tlaxco              | 3          |      |
| 3        | Xaloztoc            | 8          |      |
| 4        | Apizaco             | 1          |      |
| 5        | Yauhquemehcan       | 7          |      |
| 6        | Ixtacuixtla         | 3          |      |
| 7        | Tlaxcala            | 1          |      |
| 8        | Contla              | 4          |      |
| 9        | Chiautempan         | 3          |      |
| 10       | Huamantla           | 3          |      |
| 11       | Huamantla           | 4          |      |
| 12       | Teolocholco         | 8          |      |
| 13       | Zacatelco           | 5          |      |
| 14       | Natívitas           | 8          |      |
| 15       | San Pablo del Monte | 2          |      |

## Resultados

### Congreso del Estado de Tlaxcala
|  | 18.88 % |

|  | 16.64 % |

|  | 14.06 % |

|  | 9.39 % |

|  | 8.67 % |

|  | 8.26 % |

|  | 5.36 % |

|  | 4.71 % |

|  | 3.42 % |

|  | 2.48 % |

|  | 1.63 % |

|  | 0.49 % |

|  | 5.95 % |

|  | 100 % |